# Parti populaire des îles Baléares
Le Parti populaire des îles Baléares (en espagnol : Partido Popular de les Illes Balears, PPIB) est la fédération territoriale du Parti populaire (PP) dans les îles Baléares.
Issu de l'Alliance populaire (AP), le PPIB a passé la majorité de son histoire au pouvoir, détenant la majorité absolue des sièges du Parlement à plusieurs reprises. Après son record en voix et députés de 2011, il décline électoralement et enchaîne deux législatures consécutives dans l'opposition, fait inédit dans son histoire, avant de revenir au pouvoir.

## Présidents
| Titulaire         | Dates                                                        | Fonction |
| ----------------- | ------------------------------------------------------------ | --- |
| Gabriel Cañellas  | 17 décembre 1994 – 19 juillet 1995 (8 mois et 2 jours)       | Président des îles Baléares (1983-1995) |
| Joan Huguet (ca)  | 19 juillet 1995 – 6 octobre 1996 (1 an, 2 mois et 17 jours)  | Vice-président du gouvernement (1983-1991) Président du conseil insulaire de Minorque (1991-1995) Président du Parlement des îles Baléares (1995-1999) |
| Joan Verger (es)  | 6 octobre 1996 – 2 octobre 1999 (2 ans, 11 mois et 26 jours) | Président du conseil insulaire de Majorque (1987-1995) Conseiller à l'Équipement (1995-1999)                                                           |
| Jaume Matas,      | 2 octobre 1999 – 22 juin 2007 (7 ans, 8 mois et 19 jours)    | Conseiller à l'Économie et aux Finances (1993-1996) Président des îles Baléares (1996-1999 ; 2003-2007) Ministre de l'Environnement (2000-2003)        |
| Rosa Estaràs,     | 22 juin 2007 – 11 septembre 2009 (2 ans, 2 mois et 21 jours) | Vice-présidente du gouvernement (1993-1996) Conseillère à la Présidence (1996-1999) Conseillère aux Relations institutionnelles (2003-2007)            |
| José Ramón Bauzá, | 11 septembre 2009 – 25 juin 2015 (5 ans, 9 mois et 14 jours) | Maire de Marratxí (2005-2011) Président des îles Baléares (2011-2015)                                                                                  |
| Miquel Vidal (ca) | 17 juillet 2015 – 26 mars 2017 (1 an, 9 mois et 1 jour)      | Maire de Santanyí (1999-2013) |
| Biel Company (es) | 26 mars 2017 – 24 juillet 2021 (4 ans, 3 mois et 28 jours)   | Conseiller à l'Agriculture (2011-2015) |
| Marga Prohens     | depuis le 24 juillet 2021 (3 ans, 11 mois et 28 jours)       | Présidente des îles Baléares (depuis 2023) |

## Résultats électoraux

### Parlement
| Année | Chef de file      | Voix    | %        | #      | Sièges  | Gouvernement                                                 |
| ----- | ----------------- | ------- | -------- | ------ | ------- | ------------------------------------------------------------ |
| 1991  | Gabriel Cañellas  | 160 650 | 47,82    | 1er    | 29 / 59 | Cañellas III                                                 |
| 1995  | Gabriel Cañellas  | 168 156 | 45,39 () | 1er () | 30 / 59 | Cañellas IV (1995) ; Soler (1995-1996) ; Matas I (1996-1999) |
| 1999  | Jaume Matas       | 160 545 | 44,84 () | 1er () | 29 / 59 | Opposition                                                   |
| 2003  | Jaume Matas       | 190 562 | 45,45 () | 1er () | 30 / 59 | Matas II                                                     |
| 2007  | Jaume Matas       | 192 577 | 46,99 () | 1er () | 28 / 59 | Opposition                                                   |
| 2011  | José Ramón Bauzá  | 194 680 | 46,37 () | 1er () | 35 / 59 | Bauzá                                                        |
| 2015  | José Ramón Bauzá  | 121 981 | 28,50 () | 1er () | 20 / 59 | Opposition                                                   |
| 2019  | Biel Company (es) | 95 295  | 22,21 () | 2e ()  | 16 / 59 | Opposition                                                   |
| 2023  | Marga Prohens     | 161 267 | 35,79 () | 1er () | 25 / 59 | Prohens                                                      |

## Identité visuelle

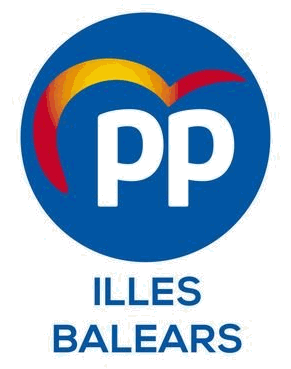
Logo de 2019 à 2022.
Logo depuis 2022.